# タポリアーノ
タポリアーノ（イタリア語: Tapogliano）は、イタリア共和国フリウリ＝ヴェネツィア・ジュリア州ウーディネ県カンポロンゴ・タポリアーノに属する分離集落（フラツィオーネ）。
かつては独立したコムーネであったが、2009年にカンポロンゴ・アル・トッレと合併して新自治体の一部となった。

## 名称
標準イタリア語以外では以下の名称を持つ。
- フリウリ語: Tapoian

## 地理

### 位置・広がり
カンポロンゴ・タポリアーノの北部に位置する。東をトッレ川 (Torre (river)) が流れ、ゴリツィア県と接していた。独立したコムーネの時期には 5.01km2 の面積があり、中心地区の標高は19m、最低地点は15m、最高地点は28mであった。

#### 旧隣接コムーネ
タポリアーノがコムーネであった当時の隣接コムーネは以下の通り。GOはゴリツィア県所属を示す。
- ロマンス・ディゾンツォ (GO) - 東
- ヴィッレッセ (GO) - 南東
- カンポロンゴ・アル・トッレ - 南
- サン・ヴィート・アル・トッレ - 北西

## 歴史
2007年11月25日に行われた住民投票により、カンポロンゴ・アル・トッレとタポリアーノの合併について、85.47％の賛成票が投じられた。2009年、両者を合併したコムーネ「カンポロンゴ・タポリアーノ」が発足し、タポリアーノはその一部となった。

## 社会

### 人口推移
旧コムーネの人口推移は以下のとおり。2008年末時点のコムーネ人口は448人であった。

#### 居住地区別人口
国立統計研究所（ISTAT）によれば、2001年時点での居住地区（Località abitata）別の人口は以下の通り。
| 地区名       | 標高  | 人口 | 備考 |
| ------------ | ----- | ---- | ---- |
| TAPOGLIANO   | 15/28 | 456  |      |
| TAPOGLIANO * | 19    | 449  |      |
| Case Sparse  | -     | 7    |      |

ISTATは人口統計上、家屋密度の高い centro abitato （居住の中心地区）、密度の低い nucleo abitato （居住の核となる地区）、まとまった居住地区を形成していない case sparse （散在家屋）の区分を用いている。上の表で地名がすべて大文字で示されているものが centro abitato である。「*」印が付されているのは、コムーネの役場・役所 la casa comunale の置かれている地区である。